# Worek jabłek
Worek jabłek (ros. Мешок яблок) – radziecki krótkometrażowy film animowany z 1974 roku w reżyserii Witolda Bordziłowskiego. Scenariusz napisał Władimir Sutiejew.

## Obsada głosowa
- Gieorgij Wicyn jako Zając
- Anatolij Papanow jako Wilk
- Boris Władimirow jako Wrona

## Nagrody
- 1975: Nagroda "Srebrna Rusałka" na Międzynarodowym festiwalu filmów fantastycznych w Odense (Dania).